# Seznam škotskih generalov
Seznam škotskih generalov.

## B
- William Baillie

## G
- Patrick Gordon

## L
- Alexander Leslie, 1st Earl of Leven
- David Leslie, Lord Newark

## M
- Hugh MacKay
- Norman Marshall